# Everytime I Think of You
Everytime I Think of You is een door Jack Conrad en Ray Kennedy geschreven nummer, oorspronkelijk (in 1978) opgenomen en uitgebracht door de Britse band The Babys. In 2006 bracht Marco Borsato samen met de Britse zangeres Lucie Silvas een coverversie van dit nummer uit.

## The Babys
John Waite, de zanger van de band The Babys, werd op dit nummer bijgestaan door een aantal sessiemuzikanten, onder wie Lisa Freeman-Roberts, Marti McCall, Myrna Matthews, Pat Henderson en Diana Lee. De single, afkomstig van het derde album van The Babys (Head First), werd een hit in de Verenigde Staten, Canada, Oceanië en het Nederlandse taalgebied. In thuisland het Verenigd Koninkrijk werd vreemd genoeg géén notering behaald in de UK Singles Chart.
In Nederland werd de plaat veel gedraaid op Hilversum 3 en werd een radiohit in de destijds drie landelijke hitlijsten op de nationale publieke popzender. De plaat stond begin 1979 tien weken genoteerd in de Nederlandse Top 40 en bereikte daarin de 7e positie. In de TROS Top 50 werd de 8e positie bereikt en in de Nationale Hitparade de 11e positie. In de Europese hitlijst op Hilversum 3, de TROS Europarade werd de 13e positie bereikt.
In België bereikte de plaat de 11e positie in de Vlaamse Radio 2 Top 30 en de 13e positie in de voorloper van de  Vlaamse Ultratop 50. In Wallonië werd géén notering behaald.
De versie van The Babys wordt beschouwd als een gouwe ouwe en staat sinds de allereerste versie in december 1999 onafgebroken genoteerd in  de jaarlijks uitgezonden NPO Radio 2 Top 2000 van de Nederlandse publieke radiozender NPO Radio 2, met als hoogste notering een 172e positie in 2000.

### Hitnoteringen

#### Nederlandse Top 40
| Hitnotering: 27-01-1979 t/m 31-03-1979 | Hitnotering: 27-01-1979 t/m 31-03-1979 | Hitnotering: 27-01-1979 t/m 31-03-1979 | Hitnotering: 27-01-1979 t/m 31-03-1979 | Hitnotering: 27-01-1979 t/m 31-03-1979 | Hitnotering: 27-01-1979 t/m 31-03-1979 | Hitnotering: 27-01-1979 t/m 31-03-1979 | Hitnotering: 27-01-1979 t/m 31-03-1979 | Hitnotering: 27-01-1979 t/m 31-03-1979 | Hitnotering: 27-01-1979 t/m 31-03-1979 | Hitnotering: 27-01-1979 t/m 31-03-1979 | Hitnotering: 27-01-1979 t/m 31-03-1979 |
| Week:                                  | 1                                      | 2                                      | 3                                      | 4                                      | 5                                      | 6                                      | 7                                      | 8                                      | 9                                      | 10                                     |                                        |
| -------------------------------------- | -------------------------------------- | -------------------------------------- | -------------------------------------- | -------------------------------------- | -------------------------------------- | -------------------------------------- | -------------------------------------- | -------------------------------------- | -------------------------------------- | -------------------------------------- | -------------------------------------- |
| Positie:                               | 29                                     | 20                                     | 11                                     | 10                                     | 8                                      | 7                                      | 8                                      | 12                                     | 26                                     | 36                                     | uit                                    |

#### Nationale Hitparade
| Hitnotering: 27-01-1979 t/m 07-04-1979 | Hitnotering: 27-01-1979 t/m 07-04-1979 | Hitnotering: 27-01-1979 t/m 07-04-1979 | Hitnotering: 27-01-1979 t/m 07-04-1979 | Hitnotering: 27-01-1979 t/m 07-04-1979 | Hitnotering: 27-01-1979 t/m 07-04-1979 | Hitnotering: 27-01-1979 t/m 07-04-1979 | Hitnotering: 27-01-1979 t/m 07-04-1979 | Hitnotering: 27-01-1979 t/m 07-04-1979 | Hitnotering: 27-01-1979 t/m 07-04-1979 | Hitnotering: 27-01-1979 t/m 07-04-1979 | Hitnotering: 27-01-1979 t/m 07-04-1979 | Hitnotering: 27-01-1979 t/m 07-04-1979 |
| Week:                                  | 1                                      | 2                                      | 3                                      | 4                                      | 5                                      | 6                                      | 7                                      | 8                                      | 9                                      | 10                                     | 11                                     |                                        |
| -------------------------------------- | -------------------------------------- | -------------------------------------- | -------------------------------------- | -------------------------------------- | -------------------------------------- | -------------------------------------- | -------------------------------------- | -------------------------------------- | -------------------------------------- | -------------------------------------- | -------------------------------------- | -------------------------------------- |
| Positie:                               | 48                                     | 26                                     | 11                                     | 11                                     | 13                                     | 15                                     | 13                                     | 15                                     | 19                                     | 25                                     | 38                                     | uit                                    |

#### TROS Top 50
Hitnotering: 18-01-1979 t/m 29-03-1979. Hoogste notering: #8 (2 weken).

#### TROS Europarade
Hitnotering: 24-02-1979 t/m 31-03-1979. Hoogste notering: #13 (1 week).

#### Evergreen Top 1000
| Everytime I Think of You in de Evergreen Top 1000 | Everytime I Think of You in de Evergreen Top 1000 | Everytime I Think of You in de Evergreen Top 1000 | Everytime I Think of You in de Evergreen Top 1000 | Everytime I Think of You in de Evergreen Top 1000 | Everytime I Think of You in de Evergreen Top 1000 | Everytime I Think of You in de Evergreen Top 1000 | Everytime I Think of You in de Evergreen Top 1000 | Everytime I Think of You in de Evergreen Top 1000 | Everytime I Think of You in de Evergreen Top 1000 | Everytime I Think of You in de Evergreen Top 1000 |
| Jaar                                              | 2008                                              | 2009                                              | 2010                                              | 2011                                              | 2012                                              | 2013                                              | 2014                                              | 2015                                              | 2016                                              | 2017                                              |
| ------------------------------------------------- | ------------------------------------------------- | ------------------------------------------------- | ------------------------------------------------- | ------------------------------------------------- | ------------------------------------------------- | ------------------------------------------------- | ------------------------------------------------- | ------------------------------------------------- | ------------------------------------------------- | ------------------------------------------------- |
| Positie                                           | -                                                 | -                                                 | -                                                 | -                                                 | -                                                 | -                                                 | -                                                 | -                                                 | 810                                               | 663                                               |

#### NPO Radio 2 Top 2000
| Nummer met noteringen in de NPO Radio 2 Top 2000 | '99 | '00 | '01 | '02 | '03 | '04 | '05 | '06 | '07 | '08 | '09 | '10 | '11 | '12 | '13 | '14 | '15 | '16 | '17 | '18  | '19  | '20  | '21  | '22  | '23  | '24  |
| ------------------------------------------------ | --- | --- | --- | --- | --- | --- | --- | --- | --- | --- | --- | --- | --- | --- | --- | --- | --- | --- | --- | ---- | ---- | ---- | ---- | ---- | ---- | ---- |
| Everytime I Think of You                         | 311 | 172 | 186 | 175 | 304 | 234 | 336 | 232 | 324 | 249 | 546 | 399 | 490 | 608 | 755 | 492 | 539 | 521 | 520 | 1541 | 1276 | 1373 | 1451 | 1443 | 1511 | 1698 |

1. ↑  Een vetgedrukt getal geeft de hoogste notering aan.

## Marco Borsato en Lucie Silvas
In 2006 werd het nummer opgenomen als duet, gezongen door Marco Borsato en Lucie Silvas. In Nederland is de single uitgebracht op 2 oktober 2006.
In Nederland was de single in week 40 van 2006 de 1901e Alarmschijf op destijds Radio 538 en werd een gigantische hit. De single behaalde de nummer 1-positie in zowel de Nederlandse Top 40 op destijds Radio 538, de Single Top 100 als de publieke hitlijst; de Mega Top 50 op NPO 3FM.
In België bereikte de single 
een toptien-notering in zowel de Vlaamse Ultratop 50 als de Vlaamse Radio 2 Top 30. In Wallonië werd géén notering behaald.

### Hitnoteringen Marco Borsato & Lucie Silvas

#### Nederlandse Top 40
| Hitnotering: 07-10-2006 t/m 13-01-2007 | Hitnotering: 07-10-2006 t/m 13-01-2007 | Hitnotering: 07-10-2006 t/m 13-01-2007 | Hitnotering: 07-10-2006 t/m 13-01-2007 | Hitnotering: 07-10-2006 t/m 13-01-2007 | Hitnotering: 07-10-2006 t/m 13-01-2007 | Hitnotering: 07-10-2006 t/m 13-01-2007 | Hitnotering: 07-10-2006 t/m 13-01-2007 | Hitnotering: 07-10-2006 t/m 13-01-2007 | Hitnotering: 07-10-2006 t/m 13-01-2007 | Hitnotering: 07-10-2006 t/m 13-01-2007 | Hitnotering: 07-10-2006 t/m 13-01-2007 | Hitnotering: 07-10-2006 t/m 13-01-2007 | Hitnotering: 07-10-2006 t/m 13-01-2007 | Hitnotering: 07-10-2006 t/m 13-01-2007 | Hitnotering: 07-10-2006 t/m 13-01-2007 | Hitnotering: 07-10-2006 t/m 13-01-2007 |
| Week:                                  | 1                                      | 2                                      | 3                                      | 4                                      | 5                                      | 6                                      | 7                                      | 8                                      | 9                                      | 10                                     | 11                                     | 12                                     | 13                                     | 14                                     | 15                                     |                                        |
| -------------------------------------- | -------------------------------------- | -------------------------------------- | -------------------------------------- | -------------------------------------- | -------------------------------------- | -------------------------------------- | -------------------------------------- | -------------------------------------- | -------------------------------------- | -------------------------------------- | -------------------------------------- | -------------------------------------- | -------------------------------------- | -------------------------------------- | -------------------------------------- | -------------------------------------- |
| Positie:                               | 34                                     | 1                                      | 1                                      | 1                                      | 1                                      | 1                                      | 3                                      | 3                                      | 3                                      | 3                                      | 5                                      | 17                                     | 20                                     | 21                                     | 27                                     | uit                                    |

#### Single Top 100/Mega Top 50
| Hitnotering: 14-10-2006 t/m 17-02-2007 | Hitnotering: 14-10-2006 t/m 17-02-2007 | Hitnotering: 14-10-2006 t/m 17-02-2007 | Hitnotering: 14-10-2006 t/m 17-02-2007 | Hitnotering: 14-10-2006 t/m 17-02-2007 | Hitnotering: 14-10-2006 t/m 17-02-2007 | Hitnotering: 14-10-2006 t/m 17-02-2007 | Hitnotering: 14-10-2006 t/m 17-02-2007 | Hitnotering: 14-10-2006 t/m 17-02-2007 | Hitnotering: 14-10-2006 t/m 17-02-2007 | Hitnotering: 14-10-2006 t/m 17-02-2007 | Hitnotering: 14-10-2006 t/m 17-02-2007 | Hitnotering: 14-10-2006 t/m 17-02-2007 | Hitnotering: 14-10-2006 t/m 17-02-2007 | Hitnotering: 14-10-2006 t/m 17-02-2007 | Hitnotering: 14-10-2006 t/m 17-02-2007 | Hitnotering: 14-10-2006 t/m 17-02-2007 | Hitnotering: 14-10-2006 t/m 17-02-2007 | Hitnotering: 14-10-2006 t/m 17-02-2007 | Hitnotering: 14-10-2006 t/m 17-02-2007 | Hitnotering: 14-10-2006 t/m 17-02-2007 |
| Week:                                  | 1                                      | 2                                      | 3                                      | 4                                      | 5                                      | 6                                      | 7                                      | 8                                      | 9                                      | 10                                     | 11                                     | 12                                     | 13                                     | 14                                     | 15                                     | 16                                     | 17                                     | 18                                     | 19                                     |                                        |
| -------------------------------------- | -------------------------------------- | -------------------------------------- | -------------------------------------- | -------------------------------------- | -------------------------------------- | -------------------------------------- | -------------------------------------- | -------------------------------------- | -------------------------------------- | -------------------------------------- | -------------------------------------- | -------------------------------------- | -------------------------------------- | -------------------------------------- | -------------------------------------- | -------------------------------------- | -------------------------------------- | -------------------------------------- | -------------------------------------- | -------------------------------------- |
| Positie:                               | 1                                      | 1                                      | 1                                      | 1                                      | 2                                      | 3                                      | 4                                      | 4                                      | 8                                      | 8                                      | 12                                     | 22                                     | 15                                     | 29                                     | 35                                     | 55                                     | 64                                     | 74                                     | 93                                     | uit                                    |

#### VlaamseUltratop 50
| Hitnotering: 21-10-2006 t/m 03-03-2007 | Hitnotering: 21-10-2006 t/m 03-03-2007 | Hitnotering: 21-10-2006 t/m 03-03-2007 | Hitnotering: 21-10-2006 t/m 03-03-2007 | Hitnotering: 21-10-2006 t/m 03-03-2007 | Hitnotering: 21-10-2006 t/m 03-03-2007 | Hitnotering: 21-10-2006 t/m 03-03-2007 | Hitnotering: 21-10-2006 t/m 03-03-2007 | Hitnotering: 21-10-2006 t/m 03-03-2007 | Hitnotering: 21-10-2006 t/m 03-03-2007 | Hitnotering: 21-10-2006 t/m 03-03-2007 | Hitnotering: 21-10-2006 t/m 03-03-2007 | Hitnotering: 21-10-2006 t/m 03-03-2007 | Hitnotering: 21-10-2006 t/m 03-03-2007 | Hitnotering: 21-10-2006 t/m 03-03-2007 | Hitnotering: 21-10-2006 t/m 03-03-2007 | Hitnotering: 21-10-2006 t/m 03-03-2007 | Hitnotering: 21-10-2006 t/m 03-03-2007 | Hitnotering: 21-10-2006 t/m 03-03-2007 | Hitnotering: 21-10-2006 t/m 03-03-2007 | Hitnotering: 21-10-2006 t/m 03-03-2007 | Hitnotering: 21-10-2006 t/m 03-03-2007 |
| Week:                                  | 1                                      | 2                                      | 3                                      | 4                                      | 5                                      | 6                                      | 7                                      | 8                                      | 9                                      | 10                                     | 11                                     | 12                                     | 13                                     | 14                                     | 15                                     | 16                                     | 17                                     | 18                                     | 19                                     | 20                                     |                                        |
| -------------------------------------- | -------------------------------------- | -------------------------------------- | -------------------------------------- | -------------------------------------- | -------------------------------------- | -------------------------------------- | -------------------------------------- | -------------------------------------- | -------------------------------------- | -------------------------------------- | -------------------------------------- | -------------------------------------- | -------------------------------------- | -------------------------------------- | -------------------------------------- | -------------------------------------- | -------------------------------------- | -------------------------------------- | -------------------------------------- | -------------------------------------- | -------------------------------------- |
| Positie:                               | 25                                     | 12                                     | 5                                      | 5                                      | 6                                      | 6                                      | 8                                      | 10                                     | 11                                     | 10                                     | 11                                     | 16                                     | 18                                     | 21                                     | 19                                     | 23                                     | 23                                     | 32                                     | 40                                     | 44                                     | uit                                    |

#### NPO Radio 2 Top 2000
| Nummer met noteringen in de NPO Radio 2 Top 2000 | '07 | '08 | '09  |
| ------------------------------------------------ | --- | --- | ---- |
| Everytime I Think of You                         | 784 | -   | 1010 |

1. ↑  Een '-' betekent dat het nummer niet was genoteerd en een vetgedrukt getal geeft de hoogste notering aan.
2. ↑  2007 was het eerste jaar met een notering voor dit nummer.
3. ↑  Deze tabel is bijgewerkt tot en met de laatste editie (2024).

## Overige covers
De Nederlandse gitaarband Johan nam in 1996 de song op als B-kant van zijn debuutsingle Everybody Knows. Deze cover verscheen een jaar later ook op de benefietverzamel-cd Beat Up Bosnia.